# 埃及血吸蟲
埃及血吸虫（学名：Schistosoma haematobium），一种扁形动物，寄生虫，是寄生于人类引起血吸虫病的一种血吸虫。
埃及血吸虫基因组大小为385 Mbp，2012年，完成了埃及血吸虫的全基因组测序。